# Google Domains
Google Domains foi um serviço de registro de domínio oferecido pelo Google, que foi publicamente lançado nos Estados Unidos em 13 de janeiro de 2015. 
Além do registro de domínio, o serviço oferecia, sem custo adicional, registro privado de domínio, hospedagem de DNS, DNS dinâmico, encaminhamento de domínio e encaminhamento de e-mail a qualquer endereço Gmail. Em junho de 2016, o Google Domains oferecia mais de 60 domínios de nível superior, principalmente os chamados novos TLDs.
No dia 15 de junho de 2023, a Google anunciou a compra do Google Domains pela Squarespace, a transação foi concluída no dia 7 de setembro do mesmo ano.

## Histórico
Na madrugada do dia 29 de setembro de 2015, um ex-funcionário do Google, Sanmay Ved, resolveu pesquisar no Google Domains pelo domínio Google.com, uma falha permitiu que ele pudesse adquirir o domínio pelo valor de US$ 12 e ganhar o controle webmaster completo. Relatou ele em sua rede social:
| “ | Eu cliquei no botão de adicionar ao carrinho ao lado do domínio e o domínio foi adicionado ao meu carrinho como visto pela marcação verde na check-box. Eu esperava que desse erro a qualquer momento, dizendo que a transação não pôde ser concluída, mas eu consegui completar a compra e o valor foi descontado em meu cartão de crédito | ” |

Ved revela ainda ter recebido dois emails do Google de endereços distintos, que se tratava de informações relacionadas ao recente domínio adquirido. O Google cancelou mais tarde a compra e recompensou Ved que por sua vez solicitou que a recompensa fosse doada para a caridade.